# Jour de l'Indépendance (Bénin)
Pour les articles homonymes, voir Independence Day.
Le jour de l’Indépendance, également appelé fête de l'indépendance ou le 1er août (en anglais : Independence Day, August 1, 1960 ou first of August), est la fête nationale de l’actuel Bénin anciennement République du Dahomey (1958 et 1975).  
C’est un jour férié pour la commémoration de l'accession du Bénin à la souveraineté nationale et internationale. Sous la présidence du chef de l'Etat, l'histoire du pays, ses Us et coutumes sont célébrés en ce jour lors des défilés militaires et paramilitaires (appelés « parades »). S'ensuivent des divertissements sportifs, des concerts et des expositions à Porto-Novo dans d’autres régions du pays. Depuis le  1er août 2022, la célébration officielle et nationale se déroule sur l'esplanade du Monument Amazone à Cotonou, dans la principale ville du pays. 

## Histoire

### Premier jour de l'indépendance
Le 1er août 1960, le président Hubert Maga prononce de le discours de l’indépendance du Dahomey à Porto-Novo, la capitale, sur l’esplanade herbeuse entre l’Assemblée législative de l’époque et la résidence du gouverneur du territoire du Dahomey, actuelle Assemblée nationale accompagné de 101 coups de canons.
« J’étais à Porto-Novo, j’avais 16 ans et nous étions dans l’action, parce qu’on nous avait annoncé que le Président Maga allait prononcer le discours de l’Indépendance, et qu’il allait proclamer l’Indépendance accompagné de 101 coups de canons. »
— Jérôme Carlos, 

## Commémoration

### Défilé militaire et paramilitaire
Un défilé militaire annuel animé par les force de défense et de sécurité du Bénin (Forces armées béninoises) a lieu à Cotonou en présence des membres du gouvernement. Les différentes manifestations se déroulement sous le regard du président de la république, en sa qualité de commandant en chef, chef de l'État, chef du gouvernement. lé défilé militaire est exécuté par des hommes et femmes de plusieurs unités et équipements dont entre autres Forces navales béninoises, Force aérienne du Bénin, Anciens appareils, Garde républicaine, Gendarmerie nationale. 

## Commémorations Notables
Le 1er aout 2010, commémoration des 50 ans l’Indépendance du Bénin par un immense défilé militaire, paramilitaire et civils devant plus de 3. 500 personnes et dix chefs d’Etat africains à Porto-Novo la capitale du Bénin. Le gouvernement du président Thomas Yayi Boni invite pleurs personnalité dont le ministre français de l’intérieur Brice Hortefeux, les anciens présidents béninois Émile Derlin Zinsou, Mathieu Kérékou et Nicéphore Soglo.

### Sous Yayi Boni
Le 1er aout 2009, célébration du 49e anniversaire de l’accession du Bénin à l’indépendance à Lokossa dans le département du Mono première ville d'accueil de cette fête qui devient rotative. Pour cette commémoration le gouvernement du président Boni Yayi de construire des logements sociaux pour les populations de Lokossa et ses environs même si ces logement sont restés sans être exploités car inachevé et non entretenus. 

### Sous Patrice Talon
Le président Patrice Talon inaugure les Monuments Amazone, aux Dévoués dans les Jardins de Mathieu et la statue du roi Bio-Guéra à Cotonou en fin juillet 2022. Le 1er août de la même année, la célébration de la fête nationale a lieu sur l'esplanade de l'Amazone après le dépôt des gerbes au monument aux Dévoués, pour la toute première fois,.  Depuis lors, la commémoration nationale se tient sur cette place.    
Le 1er août 2023, le Bénin accueille une délégation nigériane composée du président Bola Tinubu, de l'homme d'affaires Aliko Dangoté et d'autres personnalités pour la célébration du 63e anniversaire de son indépendance.    